# Бєлгородський державний технологічний університет імені В. Г. Шухова
Бєлгородський державний технологічний університет імені В. Г. Шухова (рос. Белгородский государственный технологический  университет имени В.Г. Шухова) — вищий навчальний заклад-університет у місті Бєлгороді (Росія).
Ректор — доктор економічних наук, професор Глаголев С.Н.
Заснований в 1970 році постановою Ради міністрів СРСР № 797 як Бєлгородський Технологічний Інститут будівельних матеріалів (БТІБМ).

## Структура
До складу університету входять інститути:
- Будівельного матеріалознавства
- Економіки та менеджменту
- Технологічного встаткування та комплексів
- Архітектурно-будівельний
- Інформаційних технологій і керуючих систем
- Автомобільно-дорожній
- Інженерно-екологічний

та факультети:
- Машинобудівний
- Енергетичний
- Заочного утвору
- Довузівської підготовки
- Дистанційних освітніх технологій